# Milking the Goatmachine
Milking the Goatmachine — музыкальный коллектив из Германии, исполняющий грайндкор и дэт-метал. Группа известна своим эпатирующим сценическим имиджем — музыканты выступают в масках, изображающих козлиные головы, а свой стиль называют «козлограйндом» (англ. Goatgrind).

## История
Группа была образована в 2008 году. Дебютный альбом коллектива, названный Back From the Goats, вышел в 2009 году на лейбле Anstalt Records (подразделении Nuclear Blast) и получил достаточно одобрительные отзывы критиков. Рецензент российского издания Dark City поставил этому диску четыре балла из пяти и назвал его единственным недостатком «некоторую предсказуемость материала».
В 2010 и 2011 годах вышли, соответственно, студийные альбомы Seven… a Dinner for One и Clockwork Udder. Коллектив также выпустил четыре видеоклипа, а также выступил на нескольких престижных музыкальных фестивалях, в том числе на Summer Breeze.

## Стиль и влияние
Как отмечают критики, музыка, исполняемая Milking the Goatmachine, отличается от «классического» грайндкора более глубоким и «членораздельным» звучанием, менее быстрым темпом и наличием мелодий, поэтому стиль группы скорее близок к дэт-металу.
Сами участники команды признают, что на них оказали сильное влияние Napalm Death, Nailbomb, Bolt Thrower и Despised Icon. Музыканты называют свой стиль «козлограйндом» и выступают на концертах в масках, изображающих козьи головы. Тематика их песен связана в основном с событиями, происходящими на вымышленной планете Гоутеборг (англ. Goateborg), населённой «козлообразными» гуманоидами.

## Дискография

### Студийные альбомы
- Back from the Goats (2009)
- Seven… a Dinner for One (2010)
- Clockwork Udder (2011)
- Stallzeit (2013)
- Greatests Hits Covered in Milk (2014)
- Goatgrind (2015)

### Видеография

#### Отдельные клипы
- «Surf Goatragua»
- «Sour Milk Boogie»
- «Here Comes Uncle Wolf»
- «Milk Me Up Before I Go Go»
- «More Humour Than Human»
- «Human Domestication»